# Kaahumanu
Elizabeth Kaʻahumanu, známá také jako Ka'ahumanu (17. březen 1768, jeskyně Puʻu kauiki, Hāna, ostrov Maui – 5. června 1832, údolí Mānoa u Honolulu), byla politicky nejvlivnější královna-regentka („premiérka“ – Kuhina Nui) Havajského království. Byla dcerou poradce krále Kamehamehy I., který se jmenoval Keʻeaumoku Pāpaʻiahiahi. Za krále Kamehamehu I. byla provdána ve 13 letech. Mezi jeho ženami byla favoritkou a byla to právě ona, kdo ho podnítil k boji za sjednocení Havaje.